# バイオハザード RE:2

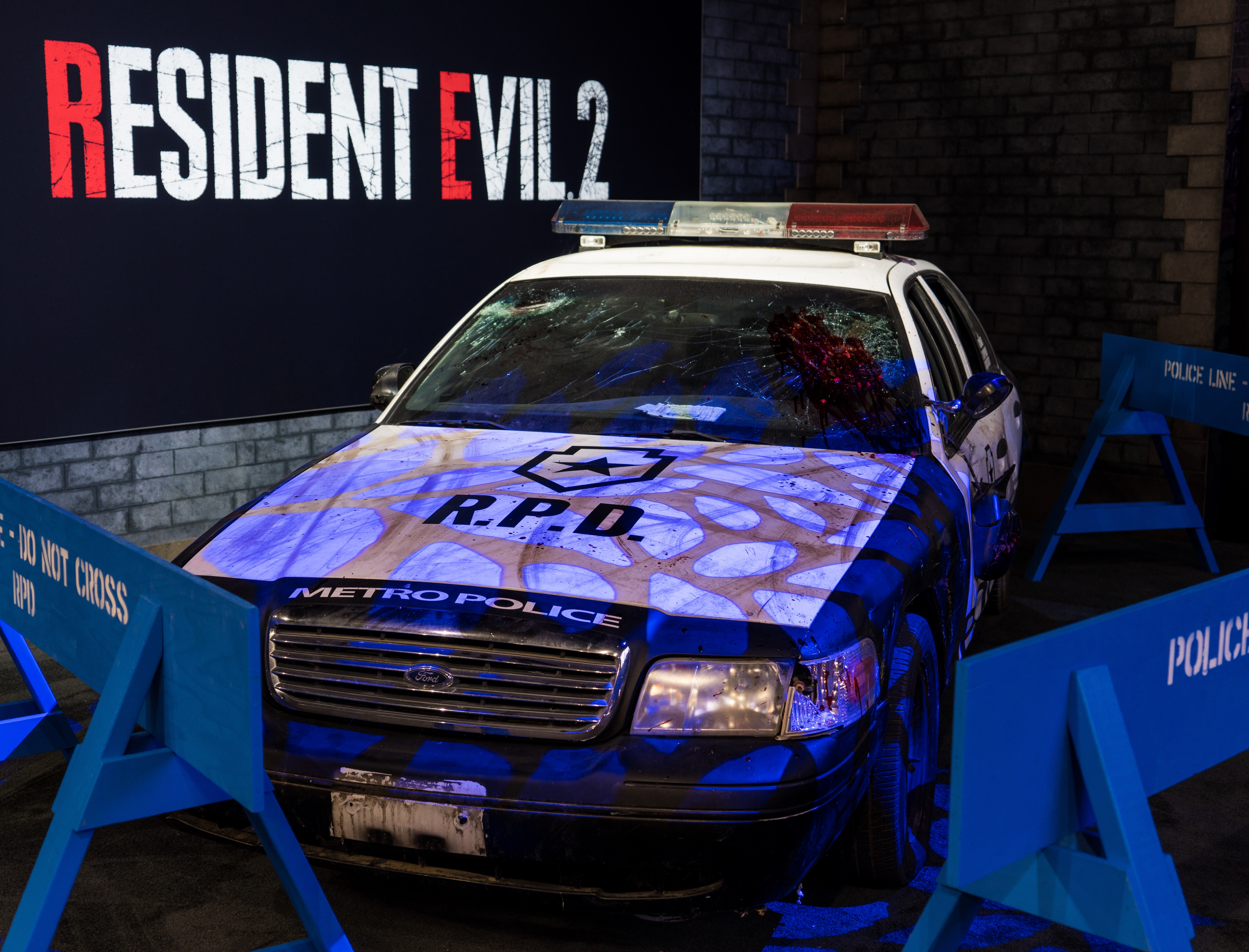
E3 2018に展示された『バイオハザード RE:2』のブース。

『バイオハザード RE:2』（BIOHAZARD RE:2, 英語版タイトル：RESIDENT EVIL 2）は、2019年1月25日にカプコンから発売されたサバイバルホラーゲーム。『バイオハザード2』のリメイク作品でもある。Apple（MacOS / iOS / iPadOS）版では2024年12月10日に発売された。

## 概要
リメイク作品にあたり、日本版タイトルに国外版タイトル『レジデント イービル（RESIDENT EVIL）』の頭文字「R」と「E」を掛け合わせた「REシリーズ」となり、今作はその1作目となる。
フルリメイクにあたって様々な要素が再構築されている。ゲームシステムは『バイオハザード4』で登場した主人公の肩越しの三人称視点が採用された。ストーリー面では、オリジナル版でレオン編とクレア編にそれぞれ存在した表シナリオと裏シナリオが、本作でもそれぞれに1stシナリオと2ndシナリオという形で存在する。ただし、1stシナリオと2ndシナリオのストーリー展開は、オリジナル版ほど違いはなく、オリジナル版にあったザッピングシステムも存在しない。なお、続編の『バイオハザード RE:4』において、レオンの初期装備のコンバットナイフが「警察官時代に先輩から譲り受けたもの」と説明されているため、本作のシナリオはレオンがマービンからコンバットナイフを受け取る「レオン編1stシナリオ」と、その裏編にあたる「クレア編2ndシナリオ」が正史になる。
『2』に収録されていた「The 4th Survivor」や「The 豆腐 Survivor」も、それぞれ『RE:2』のシステムで再構築されている。
歴史あるゲームアワード「Golden Joystick Awards」の場において「Best Audio」を受賞して、同時に2019年の「Ultimate Game of the Year（ゲーム・オブ・ザ・イヤー）」にも選ばれるなど高い評価を得ている。

## 製作

### 背景
2002年の時点ではゲームキューブ版『2』がリメイクという位置づけになる予定だったが、当時開発中だった『バイオハザード4』の作業に支障が出るおそれがあるとして、シリーズ総括の三上真司から却下された。
2008年、シリーズの武器デザインなどを担当していた当時『バイオハザード5』のプロデューサーを務めていた竹内潤は、「『1』のように、いつか本作のリメイクをしたい」と話していた。
『2』のリメイクの要望はかねてよりカプコンに多く寄せられており、2014年1月にはイタリアにてUnityを用いた非公式リメイク作品『Resident Evil 2 Reborn』の開発が開始されたが、カプコンとの話し合いを経て2015年8月には開発が中止された。それと同時期に、カプコンは『2』のリメイク計画が進行中である旨を公表した。
2018年6月には、『BIOHAZARD RE:2』のタイトルで2019年に発売予定であることがE3にて明らかにされた。
2018年7月3日には、『Game Critics Awards: Best of E3 2018』の「Best of Show」を受賞した。

### 開発
開発は2015年8月に開始され、完成まで3年が費やされた。カメラシステムには『バイオハザード4』でナンバリングタイトルとして最初に採用された「肩ごしの3人称視点」を取り入れ、エンジンには『 バイオハザード7 レジデント イービル』で初採用された「REエンジン」を採用している。これについて、『RE:2』のプロデューサーである神田剛は、『7』のような1人称視点も検討したが、「レオンとクレアという人気の高いキャラクターを大事に表現すること」、「とにかく怖いゾンビを表現すること」という理由から、3人称視点を取り入れたと語っている。
開発チームは2つのシナリオに集中してもらいたいと考え、『RE:2』をレオンとクレアの2人のシナリオとして作り上げた。それと同時に、『2』のザッピングシステムのように、2人のシナリオを通じて全貌が見えてくる仕掛けも取り入れた。
登場人物などは『2』とほぼ同じだが、ドラマ性を強化するため、仕掛けや演出などが変更された。たとえばマービンの場合、『2』ではレオンとクレアに出会った時点でロッカーの前に座り込んだまま動けないほど弱っていたが、本作ではまだそこまで弱っておらず、彼らに協力する。また、『2』におけるエイダはスパイとしての要素がぼかされていたのに対し、『RE:2』ではプロ意識とレオンへの配慮の間で葛藤するキャラクターとして描かれた。さらに、アイアンズも『2』より出番が増えており、『2』では署長室で初登場したが、本作では地下駐車場で初登場する。
キャラクターのモデリングには『7』でも採用されたフォトスキャンが用いられた。たとえばレオンの服装の場合、映画の衣装デザイナーらの協力を得て実際の服を作成し、その服からデータを取得するという手法がとられた。『2』におけるシェリーのデザインは設定年齢より幼く服装もシンプルなセーラー服だったが、『RE:2』では年相応のデザインに変更され、服装も1990年代後半の制服らしさを出したものに変更された。『RE:2』のゲームディレクターである門井一憲は、2018年12月の合同インタビューの中で、シェリーを子どもという記号ではなく、ちゃんと人格を持った人間として描きたかったため、あえて大人っぽい容姿にしたと述べている。また、『RE:2』においてアイアンズやクレアに「Shit」や「FUCK」といった汚い言葉を使わせた意図について、開発スタッフはシェリーの危機を伝える演出として使わせたと、2018年12月の合同インタビューの中で述べており、ゲームで描かれている状況はネイティブスピーカーが使ってもおかしくないと話している。クレアのデザインは一発で決まったのに対し、エイダのデザインの決定までには時間を要した。チームディレクターの安保康弘はファミ通とのインタビューの中で「みんなが持っている“エイダ像”に仕上げるのがすごくたいへんでしたね。」と振り返っている。
プレイヤーキャラクターの肩ごしの3人称視点でゲームが進むことから、ビジュアル面も強化された。ビジュアル面においては「ウェットアンドダークネス」というコンセプトが掲げられ、水の表現が強化された。門井は2018年12月の合同インタビューの中で濡れている様子が不潔感や不快感につながると述べており、同席していた『RE:2』のチームディレクターである安保康弘も「濡れているほうが生物の"ナマ感"を上手く表現できるんですよね。皮膚もカサカサしているよりも濡れてるほうがナマっぽいんです。」と述べている。一方で、グラフィックの向上によりアイテムと背景の区別がつきにくくなってきたことから、『biohazard HD REMASTER』で採用したマップ上にアイテムの有無を示す手法がとられた。『2』ではカメラのカットを利用して「先に進む恐怖」を演出していたのに対し、『RE:2』では曲がり角や全体の明度を落とすといった演出がとられた。
怖いゾンビを表現することには特に力が入れられており、ゾンビの歩きモーションの多様化や倒れ込んだ後に再び起き上がるといった表現が取り入れられ、同様の理由から倒した後に部屋へ戻ると姿を消すという演出が取り入れられたほか、レオン編でエイダを操作するパートではレオンのアイテムを引き継げないようにし、エイダが使用できるアイテムもハンドガンに限定した。素早くて恐ろしい敵はゾンビである必要が無いことから、開発スタッフはゾンビを走らせないようにした。
さらに、『2』では完全に倒したことが周囲に広がる血の表現でわかりやすかったのに対し、『RE:2』ではあえてその表現を入れず、完全に倒したかどうかをわかりにくくした。一方で、ゾンビは建物に侵入する存在として設定されており、木の板で窓を塞ぐことで侵入率を下げられるようにした。
タイラントはテキスト上の設定を元に再構成された結果、帽子をかぶったデザインへと変化した。それと同時に、帽子を撃ち落とすことにより、『2』のような姿が見える演出も付け加えられた。また、プレイヤーの恐怖感を演出するため、タイラントが立てる物音が聞こえやすくなったほか、タイラントが来たときに音楽が変わる仕掛けも施された。G生物の第1形態については「腕の目を狙いたい」というプレイヤー心理に応えるべくその部分を弱点に据えた一方、見た目は『2』のままにした。
恐怖の演出には難しさも重要であるという門井の考えから、『RE:2』の難易度はシリーズ過去作と同じ何度でも難しく感じるように設定された。プレイヤーキャラクターの移動速度は、マップの広さや敵の性能などを加味したうえで、あえて遅く設定された。また、プレイヤーにどのアイテムの取捨選択を試行錯誤してもらうために、アイテムを持てる量もあえて少なくした。アイテムのうち、ナイフは性能を強化させた一方で強度を下げ、それに伴い入手率が上げられた。開発中は、「STANDARD」よりも低い難度の「ASSISTED」の難度も高めだったが、安保の要望を受け、最終的には難易度が下げられた。
2017年1月、英語版『RE:2』の声優には『2』の声優を起用しないことが発表され、英語版の配役は一新されている。なお、『2』でレオンを演じていたポール・ハダドは2020年4月15日に死去しており、本作でレオンを演じたニック・アポストリデスが「あなた（ポール）が真のレオンだ」と涙ながらに語るビデオメッセージを公開している。
日本語版声優は、レオン、クレア、エイダ、ハンク、ウィリアムは『OR』以降に発売された作品で吹き替えを担当した声優が続投している。一方、シェリーは『OR』で吹き替えを担当した金元寿子が休業中だったため、新たに佐々木りおが起用されている。

### 広報
2015年8月13日、『2』のリメイク版の開発が発表され、2018年6月12日に開催されたE3のSIEカンファレンスにて『バイオハザード RE:2』のタイトルと発売日が発表され、後に2019年1月25日に発売された。対応機種は、PlayStation 4、Xbox One、Windows。また、4K画質および60毎秒フレームを誇るPlayStation 4 ProとXbox One Xにも対応した。
国内での製品は、CEROのレイティング区分がCERO：D（17才以上対象）に準拠した通常版『バイオハザード RE:2』と、CERO：Z（18才以上のみ対象）に準拠した『バイオハザード RE:2 Z Version』の2ラインナップで行うことが発表された。また、日本語音声も収録されることが決定した。
2019年1月11日から31日までの間、本作の体験版『バイオハザード RE:2 "1-Shot" Demo』が配信された。30分で遊べるこの体験版は世界観を体験して貰うために配信されており、あえて製品版とは若干の差異を持たせてある。

### DLC
『RE2』では複数のDLCが配信される予定である。このうち、「Extra DLC pack」は、『2』のBGMに切り替えられる機能に加え、没キャラクターであるエルザをモチーフにしたコスチュームなどが収録されている。このDLCは、「COLLECTOR'S EDITION」および「DELUXE EDITION」の特典の1つとして収録されているほか、2019年1月25日には本編と同時に発売された。
2019年2月15日には、無料DLC「THE GHOST SURVIVORS」が配信された。

## 製品展開
バイオハザード RE:2
- パッケージ版（PS4、Xbox One）
- ダウンロード版（PS4、Xbox One、Steam）
- デラックスエディション（DELUXE EDITION）（PS4、Xbox One、Steam）
- COLLECTOR'S EDITION（PS4）
- ラクーンシティエディション (RACCOON CITY EDITION) (PS4, Xbox One, Steam)

バイオハザード RE:2 Z Version
- パッケージ版（PS4、Xbox One）
- ダウンロード版（PS4、Xbox One、Steam）
- デラックスエディション（DELUXE EDITION）（PS4、Xbox One、Steam）
- COLLECTOR'S EDITION（PS4）
- Best Price（PS4）
- ラクーンシティエディション (RACCOON CITY EDITION) (PS4, Xbox One, Steam)

## 難易度
難易度は簡単な順に「ASSISTED」、「STANDARD」、「HARDCORE」の3つがある。
「ASSISTED」の特徴
- 心電図が「DANGER」の状態になった時、「CAUTION」の状態まで体力が自動回復する
- 銃の照準操作のアシスト（自動照準）がある
- 敵の攻撃力と耐久力が低くなり、敵に与えられるダメージ量が大きくなる
- 隠し要素の開放がほとんどできないという制約がある

「STANDARD」の特徴
- 上記「ASSISTED」のサポート機能がない
- クリアランクにより、隠し要素を開放できる
- ゲームオーバーになった時、任意で難易度を「ASSISTED」に下げることが可能（ただし、一度難易度を下げたら元の「STANDARD」に戻すことはできない）

「HARDCORE」の特徴
- セーブにインクリボンが必要（インクリボンはマップ上に配置されているものを拾って入手するため、入手数〈=セーブ回数〉には限りがある）
- クリアランクにより、すべての隠し要素を開放できる
- オートセーブが操作キャラクター変更時のみに限定される
- 敵の攻撃力と耐久力が高くなり、敵に与えられるダメージ量が小さくなる
- 入手できるサイドパックの数が6つから3つに減少する
- コンバットナイフを緊急回避で使用した場合のみ、耐久値を大幅に消耗する

## 登場人物
登場人物の詳細については、「バイオハザードシリーズの登場人物」を参照。

### 主人公とパートナー
レオン・S・ケネディ (Leon Scott Kennedy)
英語音声 - Nick Apostolides / 日本語音声 - 森川智之
本作の男主人公。ラクーン市警「R.P.D.」に配属された21歳の新人警察官。赴任日直前になって唐突に自宅待機を命じられ、その後警察署と連絡が取れなくなったため不審に思い、単身ラクーンシティへ向かった所、途上のガソリンスタンドにてクレアと出会い、共に事件に巻き込まれた。本作では着任前であることを加味し、警察署に辿り着くまでの服装はジャケットにジーンズ、靴はスニーカーというラフな私服姿、警察署到着後に制服に着替える。強い正義感の持ち主で、この事態を収束して生存者を救うため、エイダの任務に協力することを決意。途中でエイダを庇ってアネットの銃撃を受けるも復帰、負傷したエイダに代わってアンブレラ告発の証拠品となるＧ－ウィルスの入手を目指すようになる。
クレア・レッドフィールド (Claire Redfield)
英語音声 - Stephanie Panisello / 日本語音声 - 甲斐田裕子
本作の女主人公。19歳の大学生。『1』の主人公クリス・レッドフィールドの妹で、連絡の途絶えたクリスの安否を確認するためラクーンシティを訪れた所、レオンと出会う。特殊部隊員である兄から銃器の扱いや格闘術を仕込まれていたため身体能力は高く、ナイフから大型の銃まで扱える。警察署で知り合った少女シェリーを保護、アイアンズ署長や彼女を蝕むＧ－ウィルス、変異したウィリアムの脅威から救うべく奔走する。
エイダ・ウォン (Ada Wong)
英語音声 - Jolene Andersen / 日本語音声 - 皆川純子
レオン編のパートナーキャラクター。謎めいた東洋系の美女。オリジナル版とは異なり、トレンチコートにサングラスという服装で登場し、物語中盤からオリジナル版に準拠した服装になる。アンブレラが引き起こした今回の事件の捜査を行うＦＢＩ捜査官を名乗るが、その正体はアンブレラ社のライバル組織「H.C.F.」の産業スパイ。真の任務であるＧ－ウィルス奪取のため、アンブレラの研究員アネットを追っていた。アネットの罠に陥って脚を負傷したため、ウィルス確保をレオンに託す。終盤にて正体が発覚、レオンが所持するＧ－ウィルスを奪うべく銃口を向けるが、阻止せんとするアネットの銃撃を受けて転落してしまう。レオン視点ではこの時に死亡したと思われていたが、その後スーパータイラントと戦うレオンへ対戦車ロケットランチャーを投げ渡す場面にて生存が確認、本作の６年後を描いた『RE:4』にて再会を果たした。
シェリー・バーキン (Sherry Birkin)
英語音声 - Eliza Pryor / 日本語音声 - 佐々木りお
クレア編のパートナーキャラクター。12歳。ウィリアムとアネットの娘だが、研究に没頭する両親からは半ば放置され、孤独な日々を送っていた。パンデミックに際して母アネットの指示で警察署に避難していた所をクレアと出会い、共に脱出を試みるが、アイアンズ署長に拉致されて孤児院に監禁されてしまう。その後救出に来たクレアと合流を果たすが、Ｇ生物化した父ウィリアムやタイラントに追われて再び離れてしまい、ウィリアムからＧの胚を植え付けられて重篤な状態に陥る。彼女が所持するリストタグやペンダントは母アネットから貰ったもので、研究所NESTの進入やウィルス保管庫を開ける鍵となっている。クレアが入手した抗ウィルス剤によって危機を脱し、母アネットの最期を見届け、クレアとレオンに保護されて脱出を果たした。

### アンブレラ社

#### G-ウイルス開発者
ウィリアム・バーキン (William Birkin)
英語音声 - Terence J. Rotolo / 日本語音声 - 関俊彦
アンブレラ社のエリート研究員で、地下研究所「NEST」の所長。アネットの夫でシェリーの父。36歳。 ウィルス研究に於いて突出した才能を持つ科学者だが、そのためには手段を選ばない冷酷な狂気を秘めている。社の命令でＧ－ウィルスの研究と開発を行っていたが、Ｇ－ウィルスに取り憑かれるあまり研究を私物化して社と対立するようになった。社から研究開発の中止と解任を通告された後、独自に研究を続行すべく合衆国軍部と秘密裏に接触、ウィルスと抗ウィルス剤を持ち出して転身を図ろうとするも、送り込まれたハンクらU.S.S.部隊の突入を許し、撃たれて瀕死の重傷を負ってしまう。最後の抵抗として自らにＧ－ウィルスを投与、Ｇ生物化を果たしてハンクたちを下水道にて襲撃、奪取したＧ－ウィルスを摂取した。この時にｔ－ウィルスが漏洩、ネズミを媒介に市内全域に蔓延したことで今回の事件が始まった。知性を喪失して緩やかに進化を遂げながら、繁殖欲求に従って実子シェリーを探して徘徊する過程でレオンやクレアと度々遭遇、戦闘が繰り広げられる。
アネット・バーキン (Annette Birkin)
英語音声 - Karen Strassman / 日本語音声 - 林真里花
アンブレラの女性研究員。シェリーの母でウィリアムの妻。性格は合理的だが倫理観に乏しく、自己中心的な面がある。Ｇ生物と化した夫ウィリアムとＧ－ウィルスの漏洩を止めるべく奔走する。オリジナルと異なりレオンやクレアへの敵意は無いが、エイダに対してはＧ－ウィルスを狙う産業スパイであることを当初から見抜いており、銃撃や罠で彼女の始末を試みてくる。レオン編では「科学者」、クレア編では「母親」としての面がそれぞれ強調されており、それを反映してか、研究所にてウィリアムの攻撃で致命傷を負う点は共通しているものの、その後の死亡シーンは描写が異なる。レオン編ではＧ－ウィルスを渡すまいとエイダを銃撃した後に力尽きるが、クレア編では抗ウィルス剤で快復したシェリーに最後の別れを告げ、娘の保護をクレアに懇願して息を引き取った。

#### U.S.S.隊員
ハンク (HUNK)
英語音声 - キース・シルバースタイン / 日本語音声 - てらそままさき
アンブレラ特殊工作部隊「U.S.S.」アルファチームの隊長。どのような過酷な任務でも必ずただ一人生還し、それ以外の人物は全員死亡していることから、部隊内では「死神」と呼ばれている。アンブレラ社から離反したウィリアムの捕縛、及びＧ－ウィルスと抗ウィルス剤の入手任務に就き、部隊を率いて地下研究所「NEST」を襲撃、施設内に居た職員を殺害する。ゴースト隊員が誤ってウィリアムを銃撃してしまうという問題が発生したものの、Ｇ－ウィルスと抗ウィルス剤の入手に成功。しかし、息があったウィリアムがＧ生物化して追跡、襲撃してきたことで部隊は壊滅、単独となってしまった。
2ndシナリオをクリアすると解放される「The 4th Survivor」では、ウィリアム襲撃を逃れたハンクが脱出するまでのエピソードを描いている。
ナイトホーク (NIGHT HAWK)
英語音声 - / 日本語音声 - 高橋大輔
「U.S.S.」のヘリコプターパイロット。アルファチームの回収を担当しているが、 戦闘能力も生存力もハンクに引けをとらないほど高い。仲間からはローンウルフ(一匹狼)と呼ばれているが、その真意はナイトホークにしか分からないらしい。
ハンクのことは皮肉交じりに死神と呼ぶ。また、豆腐とも無線で会話しているが、豆腐は言いたいことを言うばかりで混沌とした会話となっている。
ゴースト (GHOST)/J・マルチネス (J. Martinez)
英語音声 - / 日本語音声 - 吉田健司
ハンクと共にウィルス確保に赴いた隊員。DLC『The Ghost Survivors』の登場人物の一人。初の任務として参加、ウィリアムを生きて連行する予定だったが、彼が拳銃を向けたことで反射的に発砲、致命傷を負わせてしまった。本編終盤で手に入るビデオテープの撮影者であり、ラクーンシティ崩壊の遠因を作ってしまった人物。ハンクらと共にＧ－ウィルスとｔ－ウィルスの回収には成功したものの、後にＧ生物と化したウィリアムに「NEST」内で殺されている。 『The Ghost Survivors』ではウィリアムに殺されることなく、エイダが落としたＧ－ウィルスの回収に成功する。
A・カークパトリック (A. Kirkpatrick)
英語音声 - / 日本語音声 - 綿貫竜之介
ハンクと共にウィルス確保に赴いた隊員。ハンクらと共にＧ－ウィルスとｔ－ウィルスの回収には成功したものの、下水道でもう1人の隊員と共にＧ生物と化したウィリアムに殺されている。その際にｔ－ウィルスのバイアルをウィリアムが破壊し、ネズミを介して下水へｔ－ウィルスが流出、街に蔓延してバイオハザードが発生した。

### 警察関係者
ブライアン・アイアンズ (Brian Irons)
英語音声 - Sid Carton / 日本語音声 - 広瀬彰勇
「R.P.D.」の署長。本作では、警察署の近所にある孤児院の理事長も兼任している。表向きは熱心な慈善活動家として知られ、市民の信望篤い紳士だが、その裏に強欲かつ残虐な本性を隠し持った危険人物。アンブレラ社と長年癒着しており、多額の賄賂と引き換えに、彼らの活動によって起きた事件の隠蔽工作や、孤児院の子供たちを被検体として売り渡していた。今回のパンデミックが発生してからは、剥製にするために市長令嬢キャサリンを殺害、反抗する署員を閉じ込めるなど自暴自棄になって暴走していた。地下駐車場ではクレアに銃を向けてシェリーを拉致、孤児院の一室に監禁した。その後、シェリーの落としたペンダントを持ってくるようクレアに要求する。
人間でありながら明確に敵として立ちはだかる存在。クレア編シェリーパートでは、アイアンズの追跡から隠れ逃れることになり、接触された時点で捕まってゲームオーバーとなってしまう。最後はＧ生物化したウィリアムに襲われ、植え付けられた胚によって腹部を内側から食い破られ絶命した。
マービン・ブラナー (Marvin Branagh)
英語音声 - Christopher Mychael Watson / 日本語音声 - 小松史法
「R.P.D.」の黒人の警部補。本作ではメインホールでゾンビに襲われた主人公を救出し、その後もメインホールから献身的にサポートするなど、警官としての職務への誇りと責任を保ち続ける一面が強調されている。登場した時点で既に腹部に重傷を負って感染、ゾンビ化が進行しており、主人公に隠し通路の捜索を任せ、持っていたコンバットナイフを託す。2ndシナリオでは、最初からゾンビ化した状態で登場する。後の『RE:3』にて、腹部の負傷はゾンビ化したS.T.A.R.S隊員ブラッドによって負わされたことが明らかとなる。
エリオット・エドワード (Elliot Edward)
英語音声 - / 日本語音声 - 高橋研二
「R.P.D.」の白人警察官。マービンやデビッドらと共に最後の生き残りとして署内で奮戦していた男。単独で脱出方法を模索していたところ、駆けつけた主人公に救出される寸前で下半身をゾンビに喰われて死亡し、後にゾンビ化する（国内版ではCERO D版だと五体満足の姿で這いずり状態に、Z版だと普通に起き上がってくるが、北米版の場合、上半身と下半身が真っ二つになって死亡するため、上半身のみで動いてくる）。マービンと同様、2ndシナリオでは既にゾンビ化した状態で登場する。
ダニエル・コルティーニ (Daniel Cortini)
英語音声 - / 日本語音声 - 露崎亘
アークレイ郡保安局所属の保安官。主人公が最初に訪れる郊外のガソリンスタンドにてゾンビに襲われて死亡し、直後にゾンビ化して扉を叩きながら主人公達に襲い掛かろうとする（彼を食い殺したゾンビを倒した時にそれが確認出来る。ただし、扉は敵味方問わず、開閉不可能の為に実際は襲われることはない）。
『The Ghost Survivors』の「No Way Out」では、多数のゾンビを排除した末に生還を果たす。

### 民間人
ベン・ベルトリッチ (Ben Bertolucci)
英語音声 - Rod Wilson / 日本語音声 - 伊丸岡篤
ラクーンシティへ取材に来たジャーナリスト。オリジナル版とは異なり、眼鏡を掛けており喫煙者である。加えて、キャサリンの恋人という設定も追加されている。
レオン編にのみ登場。アイアンズ署長の不正を暴くべく活動していたが、彼に罪をでっち上げられて警察署の地下留置所に勾留されていた。持っていた駐車場のカードキーと引き換えに留置所から出すようレオンに取引を持ちかけるも、その直後に壁を貫通してきたタイラントの手で頭部を握り潰され、殺害された。隠し持っていたボイスレコーダーには、アネットに対して孤児院やＧ－ウィルスについてインタビューした際の様子が録音されていた。
ロバート・ケンド (Robert Kendo)
英語音声 - Ken Lally / 日本語音声 - 田中英樹
警察署の裏手にある「ケンド銃砲店」の店主。レオン編の警察署脱出後の中盤にて登場、進入してきたレオンとエイダにショットガンを向けて出て行くように促した。妻は騒動の中で死亡、ゾンビ化の症状が現れている娘エマを殺害後、自らも命を絶った。
『The Ghost Survivors』では、自殺の直前に友人からの無線を聞き、自殺を思いとどまってラクーンシティから脱出する。
エマ・ケンド (Emma Kendo)
英語音声 - / 日本語音声 - 平田真菜
ロバート・ケンドの娘。父同様レオン編にのみ登場。『RE:2』オリジナルキャラクター。レオンらと出会った時には感染してからかなりの時間が経過しており、意識朦朧としてゾンビ化寸前であった。レオンとエイダと別れた後、父の手によって引導を渡された。
キャサリン・ウォーレン (Katherine Warren)
ラクーンシティ市長であるマイケル・ウォーレンの娘。22歳。彼女を剥製にしようとしたアイアンズに殺害されてしまう。『2』『DC』にも登場し、名前は不明だったが、本作で明らかになった。
『The Ghost Survivors』ではプレイヤーキャラクターの一人を務め、アイアンズに殺されかけるが、逆に返り討ちにして殺害し、恋人であるベンの元へと向かう。
トラックの運転手 (Truck Driver)
英語音声 - / 日本語音声 - 蓮岳大
郊外でトラックを運転中に女性のゾンビと衝突してしまい、停めた車から降りて動揺している間に襲われ感染。その後、意識を失いかけながらも市内へと運転し続け、最終的に衝突事故を起こし、自身のタンカートラックを横転させ爆死している。その事故が原因でレオンとクレアは分断され、別行動をとらざるを得なくなった。
ジェリー (Jerry)
ラクーンシティ郊外にあるガソリンスタンドの従業員。
首を噛まれたのか大量に出血して床に座り込んでいる。主人公と出会った時には既に感染しており、ダニエル保安官が死んだ後はゾンビとなって主人公に襲い掛かる。

### The 豆腐 Survivor
豆腐 (to-fu)
声：唐津麻勝俊
その名の示す通り、豆腐の姿をしている。
旧作では単なるデバッグ用キャラクターを用いたおまけ要素であったが､本作ではリアルさを追求し､実際の木綿豆腐を3Dスキャンしたものが採用されている｡使用武器は『2』と同じくナイフを使用しているが、耐久値が半減した状態のナイフを16本所持している。
ういろう (Uirō-Mochi)
声：？
使用武器は破片手榴弾のみで、36個所持しているが、回復アイテムは所持していない。
こんにゃく (Konjac)
声：？
使用武器は化学燃料火炎放射器とGM79と破片手榴弾。
杏仁豆腐 (Annin Tofu)
声：？
使用武器はM19とクイックドロウ・アーミーとナイフを1本所持している。
プリン (Flan)
声：？
使用武器はミニガンと対戦車ロケットとスパークショットと閃光手榴弾を2個所持しているが、回復アイテムは所持していない。
その他：SHUNICHI MINE、YUKI SHINZATO、JANET HSU、PETER FABIANO

## 登場クリーチャー
オリジナル版より登場クリーチャーが絞られており、クロウ、大クモ、モス・ジャイアント、毒イビーは登場しない。また、イビーの設定が大きく変更された他、ラージ・ローチは登場こそしているが、実質的には背景と変わらない。

### 二次感染で誕生した生物
ゾンビ（Zombie）
製薬会社アンブレラの開発した「ｔ－ウィルス」に感染して変異した活性死者。名は「生ける屍」を意味する。作中に登場するゾンビのほとんどはラクーンシティの住民。肉体の随所が腐敗、皮膚の鬱血が見られる。知能は完全に失われており、代謝機能の活性化から来る飢餓感から、絶えず人肉を求めて徘徊、生者を見ると見境無く襲い掛かって喰らい付く。
オリジナル版に比べて一度に登場する人数が増えたほか、容姿や動きのバリエーションも増えている。また、ハンドガンでは急所である頭を撃ってもクリティカル以外では一発では倒せず、何度も起き上がってくるなど不死身性が強調され、過去作に比べて手強い存在として描かれている。オリジナル版にあった、死亡時に血溜まりが出来る表現や、這いずりゾンビへの頭部攻撃による即死も無くなったばかりか、扉を開けて進入してくる場合もある。手足の部位破壊が可能で、それにより攻撃や行動パターンが変化する。
通常のゾンビに加え、エリオットやマービンなど一部の登場人物もゾンビと化して登場する。
リッカー（Licker）
ｔ－ウィルスの侵蝕が進んでゾンビが変異したクリーチャー。名は「舐める者」を意味する。全身の皮を剥いだような外見、露出した脳、鋭利な鉤爪、長い舌を持ち、壁や天井をも両生類の如く這って移動する。視力を失った代わりに聴覚が発達しており、銃声や足音に敏感に反応して、素早い動きで間合いを詰めて襲い掛かってくる強力な敵。ゾンビと異なり、扉を跨いだ移動はできない。なお、オリジナル版に登場したリッカー改は本作には登場しない。
ゾンビ犬（Zombie Dog）
警察犬として飼育されていたドーベルマンがｔ－ウィルスに感染、狂暴化して脱走したクリーチャー。人間のゾンビより攻撃力や耐久力は劣るものの、敏捷さや獰猛さは上回る。姿勢が低く、また複数体が同時に出現するため、対応が難しい。噛み付き攻撃のジャンプ中は、プレイヤーが与えるダメージが三倍になる。
ラージ・ローチ（Large Roach）
ｔ－ウィルスにより変異、巨大化したゴキブリ。オリジナル版は特殊な条件下でプレイヤーを即死させる攻撃を用いてきたが、本作では一切の攻撃を行わない、背景同然の無害な存在。
アリゲーター（Giant Alligator）
下水道に捨てられたワニがｔ－ウィルスによって変異、さながら恐竜の如く巨大化したクリーチャー。レオン編に登場、猛スピードで追跡してくる。回避に失敗すると巨大な口で捕食されて即死してしまうが、一定距離逃げ切ればガス管を咥えるため、それを撃つことで頭部を爆破して撃破できる。

### 実験体
プラント43（Plant 43）
地下研究所「NEST」の温室で、アンブレラが研究していた巨大怪植物。驚異的な成長速度を持つ。プラント43自体は攻撃を行わない単なる背景だが、U.S.S襲撃の影響で暴走を始め、施設に勤務していた者たちを襲って捕獲、自身の種子を散布するための「果実」に仕立て上げていた。主人公が散布した枯死剤によって死滅する。
イビー（Ivy）
名の通り、全身から「蔦」を生やしたクリーチャー。その正体は、プラント43に捕らえられて種子を植え付けられた研究所の職員たち。縦に開く口を持ち、全開時には頭部全体が真っ二つに割れて無数の牙を露出する。この頭部に噛み付かれてしまうと即死してしまうため、掴まれた際はサブウェポンを使用して脱出しなくてはならない。
プラント43が繁殖するための「移動する果実」の役割を与えられており、この種子を内包する球茎が身体に複数点在している。これが弱点となっており、球茎を全て破壊することで一時的に活動を停止させることができるものの、時間経過で球茎が再生して何度でも復活する。完全に倒すには、焼夷弾や火炎放射器、ロケットランチャーといった発火性の武器で対炎体力を０にしなくてはならない。

### 生物兵器 (B.O.W.)
タイラント（Tyrant）
アンブレラ社が開発した「究極の生物兵器」と称される人型B.O.W.。他のクリーチャーと異なり明確な意志と、命令を遂行するための思考力を保有している。アンブレラ社にとって都合の悪い証人を抹殺するために送り込まれ、生存者たちを執拗に追跡して攻撃する。オリジナル版と外見が若干異なり、隠密行動用という設定が重視されて帽子を被っているほか、やや小型化されている。
行動面は大きく変わっており、主人公を捜索して主に警察署内を徘徊する。ほとんどの部屋に進入、主人公の姿や足音、銃声を感知すると追跡を開始、時には壁などを破壊して唐突に現れ、拳で攻撃してくる。攻撃を加えて一時的に行動不能に陥らせることはできるが、一分が経過すると復活する。クレア編ではクレアとシェリーの追跡中にＧ第１形態の攻撃で倒れたのを最後に登場しなくなるが、レオン編ではエイダ操作パートも含めて下水道や研究所にも登場する。
スーパータイラント（Super Tyrant）
施設の爆発に巻き込まれたことで、リミッター機能を持つ防護コートが失われてタイラントが狂暴化したイレギュラーな形態。 オリジナル版は両腕に爪が生え、上半身は岩の様に固くなっていたが、本作では左手に変化は見られず、『1』及び『biohazard』に登場した「T‐002 タイラント」や『CODE：Veronica』のタイラント(T-078)、映画版の『III』のタイラントに近いデザインとなっている。他にも顔部分が損傷し、巨大な心臓が露出している。
レオン編の最終盤に登場。機動力や攻撃速度が大幅に向上した上、通常の攻撃ではほとんどダメージを与えられない不死身。制限時間内に倒さなくてはならず、力を溜めた直後に繰り出すダッシュアッパーは即死の威力を持つ。一定時間が経過するか、一定のダメージを与えることで対戦車ロケットランチャーを入手できるため、それを撃ち込むことで撃破される（最高難易度では二発必要）。

### G-ウィルス系統
G成体（G-Adult）
G細胞の拒絶反応により誕生したクリーチャー。G細胞の強引な模擬複製により、宿主の身体を突き破るように新たな肉体が発生しているが、右側の腕と足に宿主となった犠牲者の原形が残っている。オリジナル版ではボスクラスのクリーチャーで一体のみの登場だったが、本作では通常の敵として下水道に複数体登場する。水中に潜んでいることが多く、大きく発達した左腕で主人公を捕まえようとする。また、オリジナル版と違って毒を持っており、口から吐き出す消化液を食らうと毒状態になる。弱点である目玉を最初から露出させた個体や、その部分を肉で覆った個体がいる。
G幼体（G-Young）
G成体の口から吐き出される幼体。泳いで主人公に接近して、破裂すると毒状態になる。繁殖能力を持たず生命力も低いため、一撃加えるだけで消滅する。
G生物/G-バーキン
G-ウィルスの開発者ウィリアム・バーキンが、自らにG-ウィルスを投与し変異した存在。五つの形態が登場するが、第4形態を除いて基本的にはオリジナルに準じた姿をしている。全形態共通で、基本的な弱点は巨大な眼球。
G第1形態（G Stage 1）
右肩や腕・右上半身を中心に体格が肥大化し、左半身や下半身がウィリアムの原形を留めている初期形態。普段はウィリアムの自我がうわ言を呟きながら緩慢な動作で徘徊しており、右肩の眼球は瞼が閉じられているため、代わりに頭部が弱点となっている。ダメージが蓄積すると大きく怯んだ後、G生物の本能に切り替わって狂暴化、右手に持つ鉄パイプを振り回しながら早足で主人公を追跡するようになる。この状態では右肩の眼が開いて大ダメージを与えられるほか、ダメージが蓄積されると眼球が徐々に赤く変化していく。暫くすると、またウィリアムの自我が戻り、上記の状態に戻る。
ウィルスを投与して変異した直後、ハンク率いる部隊を襲撃して奪い返してG-ウィルスを更に取り込んだ。その後は繁殖欲求に従って、遺伝的に近い実子シェリーを探し求めて徘徊していた。撃退されて地下へ転落した後、クレア編ではシェリーを取り押さえたアイアンズを襲って胚を植え付けた。その後、クレアとシェリーに迫ったタイラントを背後から攻撃した際、第2形態へ進化を遂げている。
G第2形態（G Stage 2）
右半身を中心にさらに体格や右腕やその爪が肥大化、新たなG生物の頭部が形成され始めた形態。腹部脇腹辺りから新たな腕が形成され始めるなど、G生物独自の器官の生育が進行している。ウィリアムの頭部は完全に機能を喪失、言語を発することも無くなった。ゴミ集積所に転落したエイダまたはシェリーを救おうとする主人公の前に登場する。
第1形態よりも発達した右腕の爪による攻撃が主。通常攻撃では体力を０にしても時間経過で回復してしまう。撃破するには、クレーンを操作して吊り下げられたコンテナをぶつけて転落させる以外に無い。
G第3形態（G Stage 3）
第2形態で形成され始めた新たな頭部が完成した他、その他の器官の発達が完了した形態。左腕の下で形成され始めていた腕も完成と同時に右肩に移動、それに伴い、元あった巨大な右腕が背中に移動した後、背中から新たな巨大な左腕が発達、形成されて有翼の悪魔を彷彿とさせるシルエットと化している。ウィリアムの頭部はさらに退化して体の一部に取り込まれており、顔の形がわずかに露見するだけとなった。
第2形態よりも発達した右腕に加え、新たに形成された左腕を駆使した連続攻撃や、シリンダーや壁を持ち上げて叩き付けるなど、攻撃のバリエーションが大きく増している。右の巨大な腕、左大腿部、背中の三ヶ所に眼球があり、全て破壊すると一時的に行動不能となり、胸が開いて多数の眼球で構成された核が露出する。これを繰り返すことで状態が変化していき、攻撃の威力や速度も激化するようになる。
G第4形態（G Stage 4）
クレア編の最終盤、下降するターンテーブルで脱出を試みる彼女の前に現れる。生命の危機に瀕した第3形態が超回復、更なる変異を遂げた形態。
第3形態と違い、胸部には常に無数の眼球が露出しており、体躯が更に肥大化して四本の腕が二本に統合されている。胸部の眼球が無数に形成された代わりに、右肩、左大腿部、背中の眼球が消滅しており、頭部と胸部の口が一体化して巨大になり、そこからは巨大な牙が形成されており、両手両足の筋組織がバラバラに骨から剥離しかかったような形状に変化している。普段は二足歩行だが、突進攻撃と瀕死時のみ四足歩行になる。壁に張り付き、高所から飛び降りて圧砕する攻撃も持つ。眼球以外を攻撃してもダメージを与えられず、難易度に応じた一定数の眼球を破壊することで倒せる。
G第5形態（G Stage 5）
第4形態で受けたダメージを回復すべく、周囲の死体やクリーチャーを取り込みながら肉体を肥大化させ続けた結果、以前の原形すら留めない巨大な肉塊と化した形態。
腕や脚は触手に変化したため、肥大化した体を直接床に這わせて移動を行うようになる。列車を侵蝕しながらじわじわと近付き、口から巨大な眼球を露出させる。攻撃は、巨大な口で即死させる捕食攻撃のみ。
レオン編・クレア編共に2ndシナリオでのみ、NEST脱出後の列車内で戦う。本作の真のラスボス。最後はコアとなる眼球を主人公に突き刺され、切り離された車両ごと爆発に巻き込まれて完全に死亡した。

### DLC『The Ghost Survivors』での追加クリーチャー
ゾンビ(P-Zガス)（P-Z Gas Zombie）
アンブレラが開発した神経ガスである「P-Zガス」を取り込んだことで変異した紫色のゾンビで、口から紫色のガスを出している。
これに噛まれると毒状態になるほか、倒した際に周囲に毒のガスをばら撒き、これに触れることでも毒状態になる。『No Way Out』ではA装備を装着したP-Zガスゾンビが登場する。
アーマーゾンビ（A-gear Zombie）
対人用防弾プロテクタ（A装備）を着用したゾンビ。
頭、胴体、腕、足などの様々な部位にA装備を着用しており、背中以外のA装備装着部位への銃撃を無効化する。ただし、電撃・火炎・酸・爆発によるダメージは有効。
ゾンビ(ガスボンベ)（Gas Bomb Zombie）
ガスボンベを背負ったゾンビ。
背負ったガスボンベへの銃撃で大爆発を起こし、周囲の敵を巻き込んでダメージを与えることが可能。また、ガスボンベに攻撃を与えずにゾンビのみを倒すことでガスボンベがマップ上に落ち、任意のタイミングで銃撃して爆発させることが可能となる。
ボーナスゾンビ
物資が入ったリュックサックを背負ったゾンビ。
ペイルヘッド（Pale Head）
突然変異で高い再生能力を身に着けた実験体で、体色が白色で目がないのが特徴。
名前の「pale」には病気などで人や顔が『蒼白』や物の色が『白っぽい』という意味があり、直訳で「白っぽい頭」という見た目から来た名前となる。
通常のゾンビに比べて動きが早いが、体力が低くなると動きが遅くなる。ダメージを受けても時間経過で体力を回復させてしまうため、威力の低い武器では倒すことが難しい。高威力の武器や断続的にダメージを与えられる火炎放射器などが有効となる。

## 舞台
ガソリンスタンド（Mizoil Gas Station）
1stシナリオで主人公が最初に訪れる、市郊外のアークレイ郡にあるエリア。レオンとクレアが出会う場所で、基本操作のチュートリアルを行う。
ラクーン警察署（Raccoon Police Station）
ラクーンシティ中心部に位置する唯一の警察署。 基本的にマップはオリジナル版に準拠しているが、より自然なマップに変更された。また、3階や地下施設など、新たに拡充されたマップも存在する。
元は美術館として利用されていたため、現代では珍しい時計台や玄関ホールの女神像がかつての面影を見せている。
地下施設（Underground Facility）
警察署の地下にある秘密の地下施設。警察署ホールの女神像の下に入口があり、女神像の台座に3つのメダルをはめ込むことで入口が開く。地下駐車場のマンホールに繋がっており、下水道へと通じるエレベーターもある。
警察署裏通り（Behind R.P.D.）
警察署の裏手にある通りで、地下駐車場から地上に出た先にある。通りにはケンド銃砲店があり、レオン編でのみ訪れる。クレア編では、銃砲店の隣の抜け道を通って孤児院へ向かう。
ケンド銃砲店（Gun Shop Kendo）
警察署の裏通りにある鉄砲店。レオン編でのみ、警察署脱出後に訪れる。
孤児院（Raccoon City Orphanage）
警察署の裏通りの先にある、孤児の養育施設。アンブレラ社をはじめとする企業と地元市民の寄付で運営されており、警察署長のアイアンズがこの施設の院長を兼任している。ステンドグラスがシンボルで、国外からも見学者が来るほど有名である。
しかし、裏ではアンブレラ社が孤児をウイルスの被験体として利用しており、被験対象に選ばれた孤児を研究所に連れ出していた。他の子供たちには「養子になる」とごまかしていたが、電話や外出が一切禁止されていたこともあり、子供たちの間では「養子に貰われていくのではなくブギーマンに食べられている」という噂も立っていた。研究所から逃げ出した少年が戻って来て集団感染のおそれが生じたため、表向きは改築にともなう一時移住という名目で子供たちは「処理」され、ゲームの時点では無住となっている。
クレア編でのみ訪れる。地下室があり、そこから下水道に通じる通路がある。アイアンズが警察署でシェリーを連れ去り、一室にシェリーを監禁する。そのため、操作キャラがシェリーに切り替わり、彼女を操作して孤児院からの脱出を図ることになる。途中、脱走に気づいたアイアンズが追いかけてくるが、アイアンズに捕まったり隠れている所を見つかると即ゲームオーバーになるため、アイアンズから逃げ続けなければならない。
下水道（Raccoon City Sewers）
ラクーンシティの地下を通る下水道。マップがオリジナル版から大幅に変更・拡充されており、上層・中層・下層の3階層になっている。アンブレラ社の各施設ともつながっており、研究員が秘密の移動経路として用いていた。
レオン編では、操作キャラが一時的にエイダに切り替わる。
NEST
ラクーンシティにあるアンブレラ社の地下研究所。オリジナル版の研究所よりもさらに近代的な内装にアレンジされており、新たに職員の生活スペースである食堂や仮眠室が追加されたほか、オリジナル版の工場にあった列車のターンテーブルも追加された。
メインシャフトがオリジナル版よりかなり広くなったほか、中央部のメインヒューズを設置するブレーカーが無くなった代わりに非常用のエレベーターが設置されており、そこからプラットフォームに行くようになっている。
扉の解錠には、鍵ではなく「リストタグ」を使用する。リストタグには所有者の権限に応じて「ビジター」「一般職員」「上級職員」「マスター」の4種類のチップがついており、それぞれのチップで出入り可能な部屋の範囲が異なる。主人公が入手した時は一番権限が低い「ビジター」のチップなので、探索を進めるにはより高い権限のチップを入手していく必要がある。

## 評価・受賞歴
週刊ファミ通1572号のクロスレビューでは、乱舞吉田が9点、ジゴロ☆芦田が9点、くしだナム子が10点、卵を守る雨宮が9点をつけ、合計40点満点中37点でプラチナ殿堂入りを果たした。
海外のレビュー情報を多く収集しているMetacriticでは、100点中91点のメタスコアを記録し、マストプレイに認定されている。

### 受賞
- Game Critics Awards Best of E3 2018 - Best of Show
- 日本ゲーム大賞2018 - フューチャー部門
- CEDEC AWARDS 2019 - ビジュアルアーツ部門 優秀賞
- 日本ゲーム大賞2019 - 年間作品部門 優秀賞
- 2019 Golden Joystick Awards
  - Ultimate Game of the Year
  - Best Audio
- PlayStation Game Music大賞2019 - アルバムランキング 『バイオハザード RE:2 オリジナル・サウンドトラック』 第5位
- PlayStation Awards 2019 - Gold Prize
- National Academy of Video Game Trade Reviewers Awards 2019 - Game, Classic Revival

## 関連商品

### 書籍
- バイオハザード RE:2公式コンプリートガイド

### エアソフトガン
ライトニングホーク.50AE 10インチ マグナポートカスタム
東京マルイとのコラボした完全限定品。

### パチスロ
- パチスロ バイオハザード RE:2[41][42]